# Erebia sineocellata
Erebia sineocellata är en fjärilsart som beskrevs av Henry Skinner 1898. Erebia sineocellata ingår i släktet Erebia och familjen praktfjärilar. Inga underarter finns listade i Catalogue of Life.